# Selwijn Balijn
Selwijn of Selwyn Balijn is een Surinaams taekwondoka. 

## Biografie
In 1982, het jaar dat de budo-organisatie in Suriname lid was geworden van de International Taekwon-Do Federation, namen Selwijn Balijn, evenals Glenn Gemerts en Rudie Wolf, als eerste Surinamers deel aan het Pan-Amerikaans kampioenschap taekwondo. Hij won toen geen medaille. In 1984 deed hij opnieuw mee, toen het kampioenschap werd gehouden in Paramaribo. Het was een Surinaams succes met een gouden, twee zilveren en twee bronzen medailles. Maarten won brons in de gewichtsklasse tot 84 kg.
Hij werd op 26 februari 1998 gekozen tot secretaris-generaal van het Surinaams Olympisch Comité (SOC).

## Palmares
- 1984:  Pan-Amerikaans kampioenschap taekwondo